# Phiaris heinrichana
Phiaris heinrichana is een vlinder uit de familie bladrollers (Tortricidae). De wetenschappelijke naam is voor het eerst geldig gepubliceerd in 1927 door McDunnough.
De soort komt voor in Europa.